# Jasmila Žbanić
Jasmila Žbanić (Sarajevo, 19 de desembre de 1974) és una actriu, guionista i directora de cinema bosniana. És reconeguda per la seva pel·lícula Grbavica de 2006 que va guanyar l'Os d'Or al Festival de Cinema de Berlín el 2006 i per Na putu, que va estar nominada al mateix premi el 2010.
Va formar part del jurat de la 71 edició de la Berlinale, format per sis directors, que ja han rebut l'Os d'Or.

## Filmografia
- Autobiografija (1995)
- Poslije, poslije (1997)
- Noć je, mi svijetlimo (1998)
- Ljubav je... (1998)
- Red Rubber Boots (2000)
- Sjećaš li se Sarajeva (2003)
- Images from the Corner (2003)
- Birthday (2004)
- Grbavica (2006)
- Na putu (2010)
- Za one koji ne mogu da govore (2013)
- Otok ljubavi (2013)
- One Day in Sarajevo (2014)
- Quo Vadis, Aida? (2020)